# Кредитний дефолтний своп

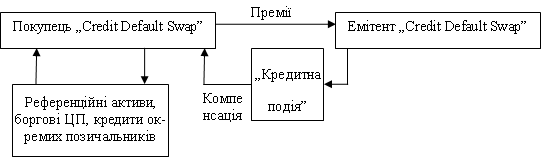
Схема взаємовідносин при кредитному дефолтному свопі

Кредитний дефолтний своп (англ. Credit Default Swap, CDS) — кредитний дериватив (своп), угода, згідно з якою «Покупець» робить разові або регулярні внески (сплачує премію за кредитний ризик) «Емітентові», який бере на себе зобов'язання погасити виданий «Покупцем» кредит третій стороні в разі неможливості виплати кредиту боржником (дефолт третьої сторони). «Покупець» отримує цінний папір — свого роду страховку, яка забезпечує обов'язкове повернення суми виданого раніше кредиту або купленого боргового зобов'язання. У разі дефолту «Покупець» передасть «Емітентові» боргові папери (кредитний договір, облігації, векселі), а в обмін отримає від «Емітента» відшкодування на суму боргу плюс несплачені відсотки, а також ті, що повинні нарахувати до дати запланованого погашення.
Існує дві форми компенсації: грошове відшкодування та фізична доставка. Перша форма передбачає покриття «Емітентом» збитку «Покупця» в розмірі різниці між номінальною та справжньою вартістю активу. У разі фізичної доставки «Емітент» CDS зобов'язаний відкупити прописаний у контракті актив за визначену ціну, наприклад, його номінальну вартість (активу). Таким чином, ризик щодо несприятливого розвитку ціни активу переходить на «Емітента».
Дефолтні свопи схожі на страхування, тому що можуть використовуватися кредиторами для геджування ризиків неплатежу за позиками. Однак є істотні відмінності від страхування:
1. об'єктом дефолтного свопу може бути будь-яке боргове зобов'язання — від контракту на постачання товару до всього спектру похідних боргових зобов'язань, в основі яких лежать транші іпотечних кредитів;
2. «Покупець» й «Емітент» можуть не мати прямих відносин з об'єктом дефолтного свопу, наприклад, коли страхуються зобов'язання за купленою на вторинному ринку облігацією або опціони;
3. на відміну від страхового полісу, дефолтний своп є передаваним цінним папером і його можна продавати й купувати необмежену кількість разів;
4. нерегульований статус дозволяє купувати та продавати цей дериватив не на біржі, а в приватному порядку;
5. відсутні юридичні вимоги щодо наявності в емітента свопу активів, що відповідають можливим зобов'язанням.

Усе це робить систему дефолтних свопів привабливою для спекулятивних операцій, але не дуже стійкою за економічної кризи. Потрібно враховувати, що близько 30 % усіх дефолтних свопів продали геджеві фонди, які отримані від продажу кошти зазвичай направляють на фондовий ринок. А його падіння приводить до зменшення активів таких геджевих фондів. І якщо в цій ситуації до них розпочнуть масово звертатись по виплати за дефолтними зобов'язаннями, активів фондів може не вистачити. Через світову фінансову кризу (2008) настала хвиля корпоративних банкрутств, що змушує покупців дефолтних свопів спробувати отримати сотні мільярдів доларів від своїх контрагентів (страховиків). Для здійснення виплат страховики будуть вимушені розпродавати свої активи. Це обов'язково ще більше ускладнить фінансову кризу.

## Вартість
Вартість CDS залежить від наступних чинників:
1. кредитна якість предмету контракту (імовірність дефолта і його очікувана глибина);
2. волатильність кредитної якості (статистичний показник, що характеризує силу та швидкість зміни) ;
3. термін контракту;
4. фінансова стійкість емітента CDS;
5. імовірність одночасних дефолтів емітента CDS і предмету контракту;
6. спосіб розрахунку (грошовий або натуральний).

## Практика застосування дефолтних свопів
Банки та великі корпорації зі значним обсягом дебіторської заборгованості використовують дефолтні свопи для управління капіталом або ризиком концентрації. Купівля дефолтних свопів відповідно до наданих позик дозволяє банкам запропонувати для забезпечення своїх кредитів (або інших власних зобов'язань) гарантію сплати у формі раніше придбаного дефолтного свопа. Це значно знижує необхідність вимагати додаткові форми гарантій (таких як застава або операція РЕПО), покращуючи тим самим структуру банківського кредитного портфеля. 
Кредитний дефолтний своп у формі цінного паперу, який можна перепродавати, вирішує для кредитора відразу кілька завдань:
1. кредитні ризики відокремлюються від можливості одержувати відсотки за виданими кредитами;
2. завдяки тому, що ризик узяла на себе інша структура, вивільняються резерви на випадок неповернень, такі резерви тепер загалом можна не створювати;
3. вартість дефолтних свопів менша, ніж коштує традиційний страховий поліс, тому що для страхових організацій законодавство вимагає створення відповідних резервів, а для емітентів дефолтних свопів таких вимог немає;
4. емітентами CDS можуть виступати не тільки страхові компанії і геджеві фонди, але і бажаючі заробити банки, пенсійні й інвестиційні фонди, просто великі компанії і навіть приватні особи.

Крім того, дефолтні свопи широко використовуються для геджування (страхування від ризику зміни цін в майбутньому шляхом протилежної купівлі/продажу на паралельному ринку).
За допомогою дефолтних свопів можна вибудовувати найрізноманітніші схеми зниження кредитного ризику або підвищення прибутку. Дефолтні свопи можуть застосовуватися в схемах дроблення і перепакування облігацій, для перестраховки кредитного ризику, в ситуаціях з високими витратами фондування.
Завдяки відсутності вимог щодо наявності відповідних зобов'язанню активів, дефолтні свопи також можуть використовуватися і для спекуляцій.
Воррен Баффет одного разу назвав спекулятивні похідні інструменти «фінансовою зброєю масового знищення». У щорічному звіті акціонерам компанії «Berkshire Hathaway» Баффет сказав наступне: «Деривативи (фінансові інструменти), що не мають гарантії або забезпечення, оцінюються залежно від кредитоспроможності контрагентів. Тим часом, до моменту завершення контракту, контрагенти враховують прибутки і збитки — іноді у величезних сумах — в своїх поточних балансах, хоча ані пенні не переходить з рук в руки. Межі, в яких можна варіювати деривативи, обмежуються лише уявою людини».

## Історія
У 1997 році Міжнародна асоціація дилерів свопів (International Swap Dealers Association — ISDA) випустила повну версію стандартної форми підтвердження для операцій з дефолтними свопами. Ця форма дозволила сторонам виділити спеціальні терміни і врахувати неточності в законодавстві. Крім того, документація ISDA дала повний перелік кредитних випадків і визначила порядок їхнього настання.
У грудні 1997 року співробітники банку JP Morgan скомпонували 300 різнопланових кредитів, наданих банком блакитним фішкам фондового ринку (Ford, Wal-Mart, IBM тощо) на загальну суму в 9,7 мільярда доларів, виділили найризикованіші і використовували їх як об'єкт страхування через дефолтний своп. По суті, було оголошено, що банк JP Morgan регулярно платитиме премію тому, хто візьме на себе ризик неповернення за цими кредитами. Враховуючи, що йшлося про лідерів фондового ринку, нікому не могло спати на думку, що IBM або Ford збанкрутують чи відмовляться виконувати боргові зобов'язання. Знайшлося досить багато охочих прийняти на себе подібний «ризик», тобто виступити «гарантом» оплати. У банку з'явилися додаткові витрати на премію, але при цьому він вивільнив з резервного фонду сотні мільйонів доларів, які були направлені в обіг та принесли додатковий прибуток.
У 2000 році через дефолтні свопи гарантувалося кредитів на 100 мільярдів доларів.
У 2004 році ринок дефолтних свопів гарантував понад 6 трильйонів доларів, а ще через рік — 10 трильйонів (більше загальної вартості акцій на Нью-Йоркській фондовій біржі). Якісний стрибок обсягу пов'язаний з включенням в ринок всієї сукупності іпотечних кредитів і деривативів. Ціни на нерухомість багато років тільки росли. Надання гарантії під забезпечення нерухомістю не викликало великих побоювань. Дефолтні свопи продавали страхові компанії, інвестиційні банки, пайові і пенсійні фонди, геджери і просто приватні спекулянти. Рекордсменами стали AIG (близько 440 мільярдів доларів гарантій) і Lehman Brothers (700 мільярдів доларів гарантій).
У 2007 році Чиказька товарна біржа створила регульований федеральним законодавством майданчик для торгівлі дефолтними свопами. Проте, він не запрацював з причини бойкоту банків, які воліють продовжувати свою торгівлю позабіржовим чином.
Протягом останніх років популярність кредитних дефолтних свопів в США зростала разом з вибуховим зростанням кредитних ризиків. Оскільки цей фінансовий інструмент не контролюється ані біржами, ані державними структурами, немає точних відомостей про обсяг обороту. Вважається, що на кінець другого кварталу 2008 року цей ринок становив 15,5 трильйона доларів в США і близько 60 трильйонів загалом у світі. Центром торгівлі став Лондон. При цьому валовий внутрішній продукт Сполучених Штатів в 2007 році дорівнював 13,8 трильйона доларів, а світовий ВВП — близько 55 трильйонів.